# Социальная нейронаука
Социа́льная нейронау́ка — междисциплинарная область знаний, изучающая связь нейронных процессов и социального поведения человека. Данная дисциплина зародилась в начале 1990-х годов, дальнейшим развитием послужила статья Джона Качиоппо и Гэри Бернтсона в 1992 году. Социальная нейронаука предполагает использование работ нейронаук, социальных и когнитивных наук для изучения мозговых процессов, которые сопровождают социальное взаимодействие человека.

## Основные положения
Социальная нейронаука изучает нервные, гормональные, клеточные и генетические механизмы, лежащие в основе социального поведения. Социальные виды (люди) создают организации, выходящие за рамки одного индивида (семьи, группы, культуры). Развитие этих социальных организаций идет параллельно с нервными, гормональными и клеточными механизмами. Данные механизмы поддерживают желательное социальное поведение, обеспечивая выживание и размножение.
Дисциплина также занимается изучением взаимосвязи между социальным и биологическим уровнями организации человека. Социальная среда формирует генетику, мозговую активность, тело. Биологический уровень, в свою очередь, формирует социальную среду.

## Методы
Социальная нейронаука использует большое количество методов для исследования взаимосвязи биологических процессов и социального поведения. Основные методы: функциональная магнитно-резонансная томография (фМРТ),магнитоэнцефалография (МЭГ), позитронно-эмиссионная томография (ПЭТ), электромиография лица (ЭМГ), транскраниальная магнитная стимуляция (ТМС), электроэнцефалография (ЭЭГ), электрокардиограмма, электрическая активность кожи (ЭАК), в исследованиях также используют систему виртуальной реальности (ВР).
В социальной нейронауке теория и методы нейронаук развивают гипотезы социальных наук, способствуют экспериментальным проверкам и повышают надежность и актуальность социальных и поведенческих теорий. В то время как измерение времени реакции может предоставить информацию о различиях во времени, которое требуется для выполнения определённых умственных операций, нейровизуализация мозговой деятельности может дать представление о том, когда и где развивается социальное познание в мозге. Таким образом, вышеперечисленные методы позволяют сделать вывод, какова природа операции обработки информации, выполняемой в мозгу.

## Социальный мозг
В ходе развития социальных нейронаук было проведено множество исследований, которые привели к созданию концепции «социального мозга» («social brain»), которая объясняет, какие мозговые центры отвечают за адекватное распознавание сигналов, за социальное взаимодействие. Адаптация мозга к социальным процессам объясняет сложность и высокую степень развитости человеческого мозга. Изучение нейронных структур, лежащих в основе социального познания, поднимает вопрос о наличие специфических мозговых структур функционально связанных с социальным поведением.